# Dieffenthal
 Dieffenthal (en alsacià Diefetal) és un municipi francès, situat a la regió del Gran Est, al departament del Baix Rin. L'any 1999 tenia 226 habitants.
Forma part del cantó de Sélestat, del districte de Sélestat-Erstein i de la Comunitat de comunes de Sélestat.

## Demografia
| 1962 | 1968 | 1975 | 1982 | 1990 | 1999 |
| ---- | ---- | ---- | ---- | ---- | ---- |
| 170  | 176  | 174  | 166  | 246  | 226  |

## Administració
| Període | Identitat      | Partit |
| ------- | -------------- | ------ |
| 2001-   | Charles Andrea |        |